# Фридман, Бернд
Бернд Фридман (нем. Bernd Friedmann, Burnt Friedman) (род. в 1965 в Кобурге, Германия) — немецкий музыкант и продюсер, работающий в различных проектах в жанрах электронная музыка, даб, джаз.
Его первые записи, исполненные на подобранных или самодельных инструментах с 1978 по 1982, были изданы под именем TOXH в 1989. С тех пор Фридман является постоянным участником следующих проектов:
Some More Crime (1990—1995, Friedmann и Frank Hernandez)
Drome (1991—1995, Friedmann и Frank Hernandez)
Nonplace Urban Field (1992—1997)
Flanger (1999 — настоящее время, Friedmann и Atom Heart)
Nine Horses (2005 — настоящее время, Friedmann и David Sylvian)
За годы работы Фридман выработал узнаваемый собственный стиль, который угадывается даже в его ремиксах на композиции других исполнителей. Фридман играет на синтезаторах и других электронных инструментах, игрушечном пианино, вибрафоне, мелодике.
С 2000 Фридман управляет собственным лейблом звукозаписи Nonplace. Проживает в Кёльне.

## Избранная дискография
- Drome — Anachronism (1992)
- Drome — The Final Corporate Colonization Of The Unconscious (1993)
- Nonplace Urban Field — N.U.F Said (1994)
- SMC (Some More Crime) — Fuzzysets (1995)
- Drome — Dromed (1995)
- Nonplace Urban Field — Nonplace Urban Field (1995)
- Nonplace Urban Field — Raum Für Notizen (1996)
- Nonplace Urban Field — Golden Star (1996) (Remix)
- Flanger — Templates (1997)
- Burnt Friedman & The Nu Dub Players — Just Landed (1999)
- Burnt Friedman — Plays Love Songs (1999)
- Flanger — Midnight Sound (1999)
- Burnt Friedman — Con Ritmo (2000)
- Beige — Ein Königreich Für Eine Handgranate (2001)
- Flanger — Inner Space/Outer Space (2001)
- Replicant Rumba Rockers (2002) (ремикс на материал Atom Heart)
- Burnt Friedman & Jaki Liebezeit — Playing Secret Rhythms (2002)
- Burnt Friedman & The Nu Dub Players — Can’t Cool (2003)
- Flanger — Spirituals (2005)
- Nine Horses — Snow Borne Sorrow (2005) (with David Sylvian)
- Burnt Friedman & Jaki Liebezeit — Secret Rhythms II (2005)
- Nine Horses — Money For All (2007) (with David Sylvian)
- Flanger — Nuclear Jazz (2007)
- Burnt Friedman — First Night Forever (2007)

## Внешние ссылки
- Bernd Friedmann's Homepage with several interviews
- Nonplace-Label
- Complete Friedmann-Discography (недоступная ссылка)
- Friedmann with Nine Horses
- Friedmann biography at Resident Advisor